# Gemeinschaftsinitiative
Gemeinschaftsinitiativen sind die Konkretisierungen der Europäischen Strukturfonds in der Europäischen Union.
Beispiel hierfür sind URBAN (nun URBAN II) und LEADER (nun LEADER+). Auch INTERREG (nun INTERREG III) war eine Gemeinschaftsinitiative, wurde aber mit der Förderperiode 2007–2013 zu einem eigenständigen Ziel der europäischen Strukturpolitik aufgewertet.
Gemeinschaftsinitiativen sind Programme, die zur Ergänzung der Interventionen der Strukturfonds der Europäischen Union in bestimmten Problembereichen bestimmt sind. Gemeinschaftsinitiativen werden
- von der Europäischen Kommission konzipiert und
- unter nationaler Kontrolle koordiniert und
- unter nationaler Kontrolle umgesetzt.

Auf diese Gemeinschaftsinitiativen entfallen etwas mehr als 5 % der Haushaltsmittel der Strukturfonds.
Im Rahmen der Beschäftigungspolitik gab es 2002 bis 2007 die Gemeinschaftsinitiative EQUAL, die Innovation und transnationale Zusammenarbeit gegen Ungleichheit und Diskrimination im Arbeitsmarkt förderte.